# The Drongs
The Drongs är klippor i Storbritannien.   De ligger i kommunen Shetlandsöarna och riksdelen Skottland, i den norra delen av landet, 1 000 km norr om huvudstaden London.
Terrängen runt The Drongs är varierad. Havet är nära The Drongs åt sydväst. Runt The Drongs är det mycket glesbefolkat, med 3 invånare per kvadratkilometer. Närmaste större samhälle är Brae, 12,6 km sydost om The Drongs. Trakten runt The Drongs består i huvudsak av gräsmarker.